# Dorohînîci, Lokaci
Dorohînîci (în ucraineană Дорогиничі) este localitatea de reședință a comunei Dorohînîci din raionul Lokaci, regiunea Volînia, Ucraina.

## Demografie
Componența lingvistică a localității Dorohînîci
     Ucraineană (99,84%)
     Alte limbi (0,16%)
Conform recensământului din 2001, majoritatea populației localității Dorohînîci era vorbitoare de ucraineană (99,84%), existând în minoritate și vorbitori de alte limbi.